# ショウワザクラ
ショウワザクラ（昭和桜 学名Cerasus ×yedoensis (Matsum.) A.Vassiliev, 1957 ‘Shōwazakura’）（Synonym : Prunus ×yedoensis Matsum., 1901‘Shōwazakura’)はバラ科、サクラ属の植物。ソメイヨシノの実生種。
(交配式: C. spachiana Lavalee ex H.Otto f. ascendens (Makino) H.Ohba, 1992‘Komatsu-otome’  ×  C. speciosa (Koidz.) H.Ohba, 1992)

## 分類
サクラの属名は日本では長いことPrunus（和名：スモモ属）とする分類が主流だったが、昨今の研究ではCerasus(和名：サクラ属)とするものがある。日本では前者、分けてもサクラ亜属(subg. Cerasus)とするものが多かったが、近年は後者が増えてきている。しかしCerasus とすることで決着した訳ではない。

## 特徴
花の色は薄い桜色から白。花びらは五枚一重。原種であるソメイヨシノと比べて若干薄紅色が強い。四月の中旬ごろに見ごろを迎える。また、ソメイヨシノに比べると葉が生え始めるのが早い。樹高は高め。